# Сокодор
Сокодор (рум. Socodor) — комуна у повіті Арад в Румунії. До складу комуни входить єдине село Сокодор.
Комуна розташована на відстані 429 км на північний захід від Бухареста, 39 км на північ від Арада, 85 км на північ від Тімішоари.

## Населення
За даними перепису населення 2002 року у комуні проживали 2285 осіб.
Національний склад населення комуни:
| Національність   | Кількість осіб | Відсоток |
| ---------------- | -------------- | -------- |
| румуни           | 2068           | 90,5%    |
| угорці           | 128            | 5,6%     |
| цигани           | 79             | 3,5%     |
| німці            | 6              | 0,3%     |
| росіяни-липовани | 1              | < 0,1%   |
| турки            | 1              | < 0,1%   |
| словаки          | 1              | < 0,1%   |

Рідною мовою назвали:
| Мова      | Кількість осіб | Відсоток |
| --------- | -------------- | -------- |
| румунська | 2135           | 93,4%    |
| угорська  | 118            | 5,2%     |
| циганська | 27             | 1,2%     |
| німецька  | 1              | < 0,1%   |
| російська | 1              | < 0,1%   |
| турецька  | 1              | < 0,1%   |
| словацька | 1              | < 0,1%   |

Склад населення комуни за віросповіданням:
| Релігія        | Кількість осіб | Відсоток |
| -------------- | -------------- | -------- |
| православні    | 1952           | 85,4%    |
| римо-католики  | 122            | 5,3%     |
| адвентисти     | 117            | 5,1%     |
| п'ятдесятники  | 31             | 1,4%     |
| баптисти       | 28             | 1,2%     |
| реформати      | 19             | 0,8%     |
| бретрени       | 6              | 0,3%     |
| греко-католики | 5              | 0,2%     |
| мусульмани     | 2              | 0,1%     |

## Зовнішні посилання
- Дані про комуну Сокодор на сайті Ghidul Primăriilor